# Largo (Burkina Faso)
Pour les articles homonymes, voir Largo.
Largo est une localité située dans le département d'Absouya de la province de Bassitenga dans la région de Oubri au Burkina Faso.

## Géographie
Largo se trouve un moins d'un kilomètre au nord d'Absouya, le chef-lieu du département.

## Santé et éducation
Le centre de soins le plus proche de Largo est le centre de santé et de promotion sociale (CSPS) d'Absouya tandis que le centre médical avec antenne chirurgicale (CMA) de la province se trouve à Ziniaré.
Le village possède une école primaire publique.